# Harry Markowitz
Harry Max Markowitz (24. srpna 1927 Chicago, Illinois, USA – 22. června 2023, San Diego, Kalifornie) byl americký ekonom, který v roce 1990 získal Cenu Švédské národní banky za rozvoj ekonomické vědy na památku Alfreda Nobela za „průkopnickou práci v oblasti ekonomie a financí a financí korporací“. Tuto cenu získal spolu se dvěma dalšími ekonomy, Mertonem Millerem a Williamem Forsythem Sharpem.
Byl profesorem na University of California, San Diego. Z jeho prací je nejznámější moderní teorie portfolia.

## Vybrané publikace (anglicky)
- Markowitz, H.M. Portfolio Selection. The Journal of Finance. 1952, s. 77–91. Dostupné online. doi:10.2307/2975974.
- Markowitz, H.M. The Utility of Wealth. The Journal of Political Economy (Cowles Foundation Paper 57). 1952, s. 151–158. Dostupné online.
- Markowitz, H.M. The Elimination Form of the Inverse and Its Application to Linear Programming. Management Science. 1957, s. 255–269. doi:10.1287/mnsc.3.3.255.
- Markowitz, H.M. Portfolio Selection: Efficient Diversification of Investments. New York: John Wiley & Sons, 1959. Dostupné online. (reprinted by Yale University Press, 1970, ISBN 978-0-300-01372-6; 2nd ed. Basil Blackwell, 1991, ISBN 978-1-55786-108-5)
- Markowitz, H.M. "SIMSCRIPT", Encyclopedia of Computer Science and Technology. Redakce Belzer Jack. New York and Basel: Marcel Dekker, 1 October 1979. ISBN 978-082-472-263-0. S. 516.
- Markowitz, H.M. and E. van Dijk. Single-Period Mean-Variance Analysis in a Changing World. Financial Analysts Journal. 2003, s. 30–44. doi:10.2469/faj.v59.n2.2512.
- Markowitz, H.M. Market Efficiency: A Theoretical Distinction and So What?. Financial Analysts Journal. 2005, s. 17–30. Dostupné online. doi:10.2469/faj.v61.n5.2752.
- Markowitz, H.M. Harry Markowitz: Selected Works. Hackensack, New Jersey: World Scientific, 2009. (World Scientific-Nobel Laureate Series: Vol. 1). Dostupné v archivu pořízeném dne 2011-02-23. ISBN 978-981-283-364-8. S. 716.